# Rugby Europe U18 Championship 2005
El Rugby Europe U18 Championship del 2005 se disputó en Francia y fue la segunda edición del torneo en categoría M18.

## Equipos participantes
- Selección juvenil de rugby de Escocia
- Selección juvenil de rugby de España
- Selección juvenil de rugby de Francia
- Selección juvenil de rugby de Georgia
- Selección juvenil de rugby de Inglaterra
- Selección juvenil de rugby de Italia
- Selección juvenil de rugby de Rumania
- Selección juvenil de rugby de Rusia

## Resultados

### Cuartos de final
- Los perdedores avanzan a la copa de plata

| 20 de marzo | Francia | 74 - 0 | España |  |  |

| 20 de marzo | Escocia | 17 - 0 | Rusia |  |  |

| 20 de marzo | Inglaterra | 21 - 3 | Rumania |  |  |

| 20 de marzo | Italia | 11 - 0 | Georgia |  |  |

### Semifinal de Plata
| 23 de marzo | Georgia | 26 - 7 | Rumania |  |  |

| 23 de marzo | Rusia | 31 - 0 | España |  |  |

### Semifinales Campeonato
| 23 de marzo | Francia | 23 - 11 | Escocia |  |  |

| 23 de marzo | Inglaterra | 20 - 11 | Italia |  |  |

### Séptimo puesto
| 26 de marzo | Rumania | 48 - 8 | España |  |  |

### Quinto puesto
| 26 de marzo | Georgia | 21 - 7 | Rusia |  |  |

### Tercer puesto
| 26 de marzo | Italia | 6 - 10 | Escocia |  |  |

### Final
| 26 de marzo | Francia | 9 - 16 | Inglaterra |  |  |

| Bandera de Inglaterra |
| Campeón Inglaterra    |
| Primer título         |